# A Christmas Carol (mini-série)
 (juillet 2020).
Pour les articles homonymes, voir A Christmas Carol.
A Christmas Carol est une mini-série de Noël fantastique britannique basée sur le roman de 1843 du même nom de Charles Dickens et diffusée sur la BBC One au Royaume-Uni du 22 décembre au 24 décembre 2019. En France, la mini-série a été diffusée à partir du 6 janvier 2020 sur Canal+. La série en trois parties est écrite par Steven Knight avec l'acteur Tom Hardy et Ridley Scott parmi les producteurs exécutifs.
Cette adaptation se démarque particulièrement en présentant une version plus sombre de l'histoire classique, destinée à un public adulte. L’ambiance est plus dramatique que le recit d’origine et emploie un langage adulte ainsi que des éléments d'horreurs absents du conte comme des implications de pédophilie, de prostitution forcée et de malformation de naissance.

## Synopsis
Ebenezer Scrooge, un homme froid et amer, méprise ses semblables, les vacances de Noël et tout ce que cela représente. La nuit de la veille de Noël, il est visité par le fantôme de son partenaire décédé Jacob Marley, qui l'avertit que pour que les deux soient rachetés, Scrooge sera visité par trois esprits. Au cours de cette nuit, Scrooge sera confronté à des visions de son passé, de son présent et de son avenir dans l'espoir que ces expériences l'aideront à renouer avec l'humanité, en particulier la sienne. 
Dans cette version, Scrooge et Marley sont des liquidateurs d'actifs ainsi que des créanciers. 

## Distribution
- Guy Pearce (V.F. : Bruno Choël) : Ebenezer Scrooge
  - Billy Barratt : Ebenezer Scrooge, jeune
- Andy Serkis (V.F. : Jean Barney) : l'esprit des Noëls passés
- Stephen Graham (V.F. : Laurent Maurel) : Jacob Marley
- Charlotte Riley (V.F. : Élisabeth Ventura) : Lottie et l'esprit des Noëls présents
- Joe Alwyn (V.F. : Hugo Brunswick) : Bob Cratchit
- Vinette Robinson (V.F. : Youna Noiret) : Mary Cratchit
- Jason Flemyng (V.F. : Jean Barney) : l'esprit des Noëls futurs
- Kayvan Novak (V.F. : Marc Perez) : Ali Baba
- Lenny Rush (V.F. : Gwenaëlle Jegou) : Tiny Tim
- Johnny Harris (V.F. : Vincent Violette) : Franklin Scrooge
- Adam Nagaitis (V.F. : Benjamin Bollen) : Fred

## Production
Il est annoncé en novembre 2017 que la BBC a commandé un nouveau récit du conte de Dickens, Steven Knight écrivant la série en trois parties tout en étant producteur exécutif avec Tom Hardy et Ridley Scott.  
En mai, Guy Pearce a été révélé pour jouer Scrooge, au côté d'Andy Serkis, Stephen Graham, Charlotte Riley, Joe Alwyn, Vinette Robinson et Kayvan Novak. Rutger Hauer, qui devait initialement interpréter l'esprit des Noëls futurs, est devenu trop malade pour filmer ses scènes et a été remplacé par Jason Flemyng (Hauer est décédé le 19 juillet 2019).  
Le tournage de la série a commencé en mai 2019 au Rainham Hall, un site construit en 1729 dans le Borough londonien de Havering. Puis le tournage a eu lieu à l'hôpital Lord Leycester de Warwick.  

## Épisodes
1. Chapter One: The Human Beast
2. Chapter Two: The Human Heart
3. Chapter Three: A Bag of Gravel

## Accueil
La série reçoit globalement un accueil positif. Sur le site web Rotten Tomatoes, la mini-série obtient une note moyenne de 6,19 sur 10 pour 25 critiques presse et un taux d'approbation de 53%. Sur Metacritic, l'accueil est plus mitigé avec une note de 49 sur 100 pour 12 critiques. En France, le site Allociné lui attribue la note de 3,5 sur 5 pour 63 votes d'internautes. 
Les critiques presse en France sont plutôt bonnes. Julia Baudin du Figaro la présente comme « excellente » avec « un casting d'enfer ». Émilie Gavoille de Télérama la décrit comme une adaptation « virtuose et gothique », « visuellement [...] superbe ».